# 1822 na literatura

## Nascimentos
| Data | Nome | Profissão | Nacionalidade | Observações | Ref |
| ---- | ---- | --------- | ------------- | ----------- | --- |

## Mortes
| Data        | Nome                 | Profissão             | Nacionalidade | Observações | Ref |
| ----------- | -------------------- | --------------------- | ------------- | ----------- | --- |
| 25 de Junho | E. T. A. Hoffmann    | escritor e compositor | Alemanha      | n. 1776     |     |
| 8 de Julho  | Percy Bysshe Shelley | poeta                 | Inglaterra    | n. 1792     |     |